# フアン・マリシャル
フアン・アントニオ・マリシャル・サンチェス（Juan Antonio Marichal Sánchez, 1937年10月20日 - ）は、ドミニカ共和国モンテ・クリスティ州ラグナ・ヴェルデ出身の元プロ野球選手（投手）。愛称は"マニート"（"Manito"）、"ドミニカン・ダンディー"（"Dominican Dandy"）、"マル"（"Mar"）。右投右打。

## 経歴

### 現役時代
1957年にニューヨーク・ジャイアンツと契約。1958年にチームはサンフランシスコに移転。
1960年7月19日のフィラデルフィア・フィリーズ戦で史上2人目のドミニカ共和国出身の投手としてメジャーデビューし、1安打12奪三振で完封勝利。同年は6勝2敗、防御率2.66の成績。1961年は途中7連勝を記録するなど13勝10敗。
1962年は初の開幕投手を務め、オールスターゲームにも初めて選出されるなど18勝11敗、防御率3.36を記録。チームはロサンゼルス・ドジャースと熾烈な優勝争いを演じ、残り7試合の時点で4ゲーム差を付けられるがその後同率で並び、3試合制のプレイオフにもつれ込む。最終戦に先発登板して勝敗は付かなかったがチームは勝利し、2勝1敗で移転後初のリーグ優勝を果たす。ニューヨーク・ヤンキースとのワールドシリーズでは第4戦に先発登板し、4回無失点で降板。チームは3勝4敗で敗退した。
1963年は5月15日から9連勝を記録。6月15日のヒューストン・コルト45's戦ではノーヒットノーランを達成。7月2日のミルウォーキー・ブレーブス戦でウォーレン・スパーンと投げ合い、両チーム無得点のまま延長16回まで進み、16回裏にウィリー・メイズがスパーンからサヨナラ本塁打を放ち完封勝利を挙げた。サンディ・コーファックスと並ぶリーグ最多の25勝（8敗）、防御率2.41、リーグトップの321.1イニングを記録し、最多勝のタイトルを獲得。1964年は開幕から6連勝。8月に故障者リスト入りするものの21勝8敗、防御率2.48、リーグ最多の22完投を記録した。
1965年は前半戦で14勝7敗、防御率1.55、7完封を記録。オールスターゲームでは先発投手を務め、3回無失点でMVPに選出された。8月22日のドジャース戦でライバルのコーファックスと対戦。打席に立った際にドジャースの捕手ジョン・ローズボロがマリシャルの頭部をかすめるように返球し、これに激高してローズボロの頭部をバットで殴打する暴挙を犯し、両チーム入り乱れる乱闘に至ったため退場処分。バットでの殴打という蛮行から、ナショナル・リーグから9日間の出場停止と1750ドルの罰金を科されるがとくにドジャースのファンからは「1750日間の出場停止にすべき」との声もあった。最終的には22勝13敗、防御率2.13、リーグトップの10完封を記録。チームは9月4日から14連勝を記録しドジャースとの差を4.5ゲームまで広げるが、ドジャースが9月16日から13連勝して抜き去られ、2ゲーム差でリーグ優勝を逃した。
1966年は開幕から5月終了まで4完封を含む10連勝、防御率0.80と絶好のスタートを切り、5月にプレイヤー・オブ・ザ・マンスを受賞。25勝6敗、防御率2.23、リーグトップのWHIP0.86を記録した。
1967年は開幕から3連敗するが直後から8連勝を記録し、オールスターゲームでは2度目の先発投手を務めた。しかし8月に故障で離脱し、14勝10敗とやや不本意な成績に終わる。1968年は投球内容は今一つながら5月11日から10連勝。被安打295はリーグワーストながら26勝9敗、防御率2.43、共にリーグ最多の325.2イニング、30完投を記録し2度目の最多勝のタイトルを獲得した。1969年は21勝11敗、防御率2.10、リーグ最多の8完封で最優秀防御率のタイトルを獲得。
1970年は故障で出遅れ、復帰後も精彩を欠いて12勝、防御率4.12に終わる。1971年は18勝を挙げてチームの地区優勝に貢献。ピッツバーグ・パイレーツとのリーグチャンピオンシップシリーズでは第3戦に先発登板し2失点完投と好投するが敗戦投手となり、チームは1勝3敗で敗退。1972年は開幕戦勝利の後8連敗を喫し、防御率3.71ながら6勝16敗と大きく負け越す。1973年は8月以降2勝9敗で11勝15敗に終わり、12月7日にボストン・レッドソックスに移籍。
1974年は11試合の登板で5勝に終わり、10月24日に戦力外通告。最後のシーズンとなる翌1975年3月15日に因縁のドジャースと契約するが2試合に先発登板して防御率13.50と結果を残せず、同年限りで現役引退。

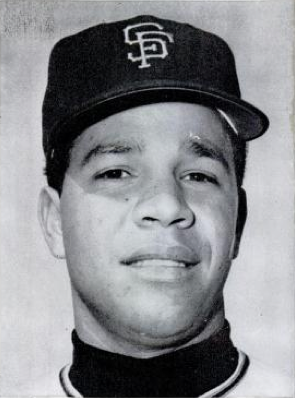
ジャイアンツ時代のマリシャル
（1962年10月）

戦後にデビューした投手でシーズン25勝以上を3回記録したのは他にコーファックスのみだが、同時期にコーファックスやドン・ドライスデール、ボブ・ギブソン、トム・シーバー、スティーブ・カールトンらの大投手がいたこともあり、サイ・ヤング賞のタイトルはついに縁がなかった。

### 引退後

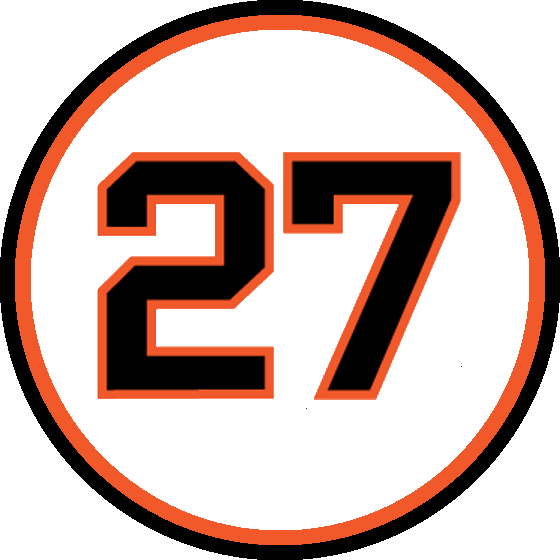
マリシャルのジャイアンツ在籍時の背番号「27」。
サンフランシスコ・ジャイアンツの永久欠番に1983年指定。

引退後、古巣ジャイアンツはマリシャルの在籍時の背番号『27』をジャイアンツの永久欠番に指定した。
前述の蛮行もあったために資格取得1年目でのアメリカ野球殿堂入りを果たせなかったが、被害者で、その後マリシャルと和解したローズボロの推薦コメントもあったことで、マリシャルが殿堂に選出されたのは1983年だった。また、ドミニカ共和国出身の選手としては初めてのアメリカ野球殿堂入りでもあった。
2005年、ジャイアンツの本拠地オラクル・パークに左足を高く上げた豪快な投球フォームの銅像が建てられ、オークランド・アスレティックス戦の試合前に披露された。

## エピソード
- 先述の乱闘で、ローズボロから訴訟を起こされたが示談で落ち着く。両者はその後親友となり、乱闘シーンの写真にそれぞれサインを入れたりしていた。事件によるネガティブな印象の影響からか殿堂入りがなかなか決まらなかった際も、ローズボロは「あの事件が殿堂入りを妨げているのだとしたら、それは間違っている」と殿堂入りを後押しする発言をした。

- シンシナティ・レッズで活躍したホゼ・リーホは娘婿で、1990年に自身が経験できなかったワールドチャンピオンとなり、シリーズMVPを獲得した。

## 選手としての特徴
マリシャルの投球フォームは左足を高く蹴り上げるワインドアップモーションからの豪快なオーバースローを最大の特色としており、時に頭部を狙ったビーンボールで威嚇する事も辞さない緻密なコントロールで対戦相手から恐れられていた。左足の蹴り上げの高さは全盛時にはウォーレン・スパーンのフォームをも上回り、ほぼ垂直に近い角度まで蹴り上げる事もあった。この蹴り上げは彼の右腕の動きを隠す効果があり、緻密な制球力と相まって優れた成績を残す事に繋がった。マリシャルはキャリアの全期間を通じてこのフォームを維持しており、引退後の投球でも足を上げる高さがいくらか低くなった程度で基本的な動作は変わっていないという。マリシャル本人は自伝において「投げようと思えばフォーシームで96mph（約155km/h）前後の球速で投げる事が出来たが、5種の異なる投球を行った為にスピードガンでは大した数字は記録されていないだろう」と語っており、今日の評価では技巧派投手として分類されている。
マリシャルのキャリアの通算では三振2303に対して四球は709しか記録されておらず、三振・四球比率（ストライクアウト・トゥ・ウォーク・レシオ）は3.25:1に達した。ボブ・ギブソン、ノーラン・ライアン、スティーブ・カールトン、サンディー・コーファックス、ドン・ドライスデール、ウォルター・ジョンソン、ロジャー・クレメンスといった名だたる速球派投手もいずれも3:1以下であり、この数字を上回る比率を記録していたのは大リーグ史上ではランディ・ジョンソン（3.25:1）、ペドロ・マルティネス（4.15:1）、カート・シリング（4.38:1）くらいに留まる。本来は速球派投手の指標であるK/BBにおいて、マリシャル程大きな投球フォームの技巧派投手がこうした数字を残していた事は特筆に値するであろう。マリシャルは9回投球時の与四球率及び奪三振率では常にリーグ屈指であり、与四球率の低さでは11年で3回トップ10入りを果たしているほか、奪三振率では6回トップ10入りを記録している。
マリシャルは左足を高く蹴り上げるフォームからスリークォーターやサイドスローで投球して対戦打者を眩惑した事でも知られており、特にランナーを抱えたセットポジションでは蹴り上げを低く抑えたサイドスローを主体としている様子が当時のワールドシリーズやオールスターゲームなどの現存映像からも確認できる。マリシャルはこの3種のフォームから速球、スライダー、チェンジアップ、カーブ、スクリューの5種の球を決め球として投げる事ができ、史上最も多数の投手と対戦したピート・ローズは、マリシャルに対して「自身が対戦した投手の中で最強の選手だった」という評を下している。それまでもサチェル・ペイジなどリリースの腕の角度を自在に変化させる投手は存在したが、マリシャルほどいずれの腕の角度からも同じ様な投球を行う事が出来た者は存在しなかったとされる。マリシャルは5種類の腕の角度と2つの異なるリリースポイントを使い分けたと言われており、元投手でピッツバーグ・パイレーツの解説者、スティーブ・ブラスはマリシャルを評して「5つの腕の角度から5種類の球を投げ分ける訳だから、対戦打者は25通りの選択をしなければならないのだ」と冗談を飛ばした。
ローズ以外にもカール・ハッベル、ブランチ・リッキーら著名な元野球選手の多くがマリシャルに非常に高い評価を与えており、スポーツライターのボブ・スティーブンスは「全ての投手をカーテンの後ろに立たせて投球フォームのシルエットのみを見せた時、マリシャルはフォームの美しさや個性の点でベースボールファンが最も容易に識別できる投手であろう。」と評している。マリシャルは通算243勝、通算防御率2.89、完封52回、リーグ最多勝及び最多完封、最多完投、最多投球回をそれぞれ2回ずつ記録、最多勝率も1度記録しているが、ベースボールファンの間からは歴代の名選手程高い評価を得ていないとされる。アメリカ野球学会の研究者、ジャン・フィンケルはマリシャルをコーファックスやギブソンと比較した際に、マリシャルがワールドシリーズで長いイニングに渡って活躍する姿を残せなかった事。緻密な制球で抑え込む故に、剛速球で対戦相手を圧倒する様な投球内容をファンに記憶させられなかった事。自己主張を抑え、爽やかな外見で常に笑顔を絶やさず、完投した試合でもユニフォームが汗で汚れる事が決して無かった事が、一般的な米国人が理想とする直向きで泥臭い野球選手像から大きく外れていた事などを、記録に反した評価の低さの可能性として挙げている。

## 詳細情報

### 年度別投手成績
| 年 度     | 球 団     | 登 板 | 先 発 | 完 投 | 完 封 | 無 四 球 | 勝 利 | 敗 戦 | セ 丨 ブ | ホ 丨 ル ド | 勝 率 | 打 者 | 投 球 回 | 被 安 打 | 被 本 塁 打 | 与 四 球 | 敬 遠 | 与 死 球 | 奪 三 振 | 暴 投 | ボ 丨 ク | 失 点 | 自 責 点 | 防 御 率 | W H I P |
| --------- | --------- | ----- | ----- | ----- | ----- | -------- | ----- | ----- | -------- | ----------- | ----- | ----- | -------- | -------- | ----------- | -------- | ----- | -------- | -------- | ----- | -------- | ----- | -------- | -------- | ------- |
| 1960      | SF        | 11    | 11    | 6     | 1     | 0        | 6     | 2     | 0        | --          | .750  | 328   | 81.1     | 59       | 5           | 28       | 1     | 0        | 58       | 3     | 2        | 29    | 24       | 2.66     | 1.07    |
| 1961      | SF        | 29    | 27    | 9     | 3     | 2        | 13    | 10    | 0        | --          | .565  | 769   | 185.0    | 183      | 24          | 48       | 5     | 2        | 124      | 7     | 1        | 88    | 80       | 3.89     | 1.25    |
| 1962      | SF        | 37    | 36    | 18    | 3     | 2        | 18    | 11    | 1        | --          | .621  | 1101  | 262.2    | 233      | 34          | 90       | 5     | 3        | 153      | 3     | 1        | 112   | 98       | 3.36     | 1.23    |
| 1963      | SF        | 41    | 40    | 18    | 5     | 4        | 25    | 8     | 0        | --          | .758  | 1270  | 321.1    | 259      | 27          | 61       | 6     | 2        | 248      | 2     | 3        | 102   | 86       | 2.41     | 1.00    |
| 1964      | SF        | 33    | 33    | 22    | 4     | 8        | 21    | 8     | 0        | --          | .724  | 1089  | 269.0    | 241      | 18          | 52       | 8     | 1        | 206      | 4     | 2        | 89    | 74       | 2.48     | 1.09    |
| 1965      | SF        | 39    | 37    | 24    | 10    | 6        | 22    | 13    | 1        | --          | .629  | 1153  | 295.1    | 224      | 27          | 46       | 4     | 4        | 240      | 2     | 0        | 78    | 70       | 2.13     | 0.91    |
| 1966      | SF        | 37    | 36    | 25    | 4     | 7        | 25    | 6     | 0        | --          | .806  | 1180  | 307.1    | 228      | 32          | 36       | 3     | 5        | 222      | 3     | 0        | 88    | 76       | 2.23     | 0.86    |
| 1967      | SF        | 26    | 26    | 18    | 2     | 3        | 14    | 10    | 0        | --          | .583  | 839   | 202.1    | 195      | 20          | 42       | 9     | 1        | 166      | 0     | 0        | 79    | 62       | 2.76     | 1.17    |
| 1968      | SF        | 38    | 38    | 30    | 5     | 7        | 26    | 9     | 0        | --          | .743  | 1307  | 326.0    | 295      | 21          | 46       | 9     | 6        | 218      | 8     | 2        | 106   | 88       | 2.43     | 1.05    |
| 1969      | SF        | 37    | 36    | 27    | 8     | 3        | 21    | 11    | 0        | --          | .656  | 1176  | 299.2    | 244      | 15          | 54       | 7     | 6        | 205      | 5     | 2        | 90    | 70       | 2.10     | 0.99    |
| 1970      | SF        | 34    | 33    | 14    | 1     | 0        | 12    | 10    | 0        | --          | .545  | 1035  | 242.2    | 269      | 28          | 48       | 3     | 1        | 123      | 4     | 0        | 128   | 111      | 4.12     | 1.31    |
| 1971      | SF        | 37    | 37    | 18    | 4     | 6        | 18    | 11    | 0        | --          | .621  | 1124  | 279.0    | 244      | 27          | 56       | 6     | 3        | 159      | 6     | 1        | 113   | 91       | 2.94     | 1.08    |
| 1972      | SF        | 25    | 24    | 6     | 0     | 0        | 6     | 16    | 0        | --          | .273  | 699   | 165.0    | 176      | 15          | 46       | 7     | 3        | 72       | 2     | 0        | 82    | 68       | 3.71     | 1.35    |
| 1973      | SF        | 34    | 32    | 9     | 2     | 3        | 11    | 15    | 0        | --          | .423  | 888   | 207.1    | 231      | 22          | 37       | 7     | 1        | 87       | 2     | 3        | 104   | 88       | 3.82     | 1.29    |
| 1974      | BOS       | 11    | 9     | 0     | 0     | 0        | 5     | 1     | 0        | --          | .833  | 244   | 57.1     | 61       | 3           | 14       | 1     | 2        | 21       | 0     | 2        | 32    | 31       | 4.87     | 1.31    |
| 1975      | LAD       | 2     | 2     | 0     | 0     | 0        | 0     | 1     | 0        | --          | .000  | 34    | 6.0      | 11       | 2           | 5        | 1     | 0        | 1        | 0     | 1        | 9     | 9        | 13.50    | 2.67    |
| MLB：16年 | MLB：16年 | 471   | 457   | 244   | 52    | 51       | 243   | 142   | 2        | --          | .631  | 14236 | 3507.1   | 3153     | 320         | 709      | 82    | 40       | 2303     | 51    | 20       | 1329  | 1126     | 2.89     | 1.10    |

- 各年度の太字はリーグ最高

### 年度別守備成績
| 年 度 | 球 団 | 投手（P） | 投手（P） | 投手（P） | 投手（P） | 投手（P） | 投手（P） |
| 年 度 | 球 団 | 試 合     | 刺 殺     | 補 殺     | 失 策     | 併 殺     | 守 備 率  |
| ----- | ----- | --------- | --------- | --------- | --------- | --------- | --------- |
| 1960  | SF    | 11        | 5         | 13        | 0         | 1         | 1.000     |
| 1961  | SF    | 29        | 10        | 27        | 3         | 1         | .925      |
| 1962  | SF    | 37        | 15        | 43        | 4         | 0         | .935      |
| 1963  | SF    | 41        | 18        | 39        | 2         | 1         | .966      |
| 1964  | SF    | 33        | 29        | 42        | 3         | 2         | .959      |
| 1965  | SF    | 39        | 23        | 43        | 3         | 3         | .957      |
| 1966  | SF    | 37        | 23        | 47        | 4         | 2         | .946      |
| 1967  | SF    | 26        | 15        | 22        | 2         | 1         | .949      |
| 1968  | SF    | 38        | 33        | 64        | 6         | 3         | .942      |
| 1969  | SF    | 37        | 21        | 64        | 2         | 3         | .977      |
| 1970  | SF    | 34        | 25        | 43        | 1         | 1         | .986      |
| 1971  | SF    | 37        | 28        | 52        | 7         | 3         | .920      |
| 1972  | SF    | 25        | 17        | 24        | 6         | 1         | .872      |
| 1973  | SF    | 34        | 25        | 44        | 4         | 5         | .945      |
| 1974  | BOS   | 11        | 4         | 8         | 0         | 0         | 1.000     |
| 1975  | LAD   | 2         | 0         | 2         | 0         | 0         | 1.000     |
| MLB   | MLB   | 471       | 291       | 577       | 47        | 27        | .949      |

- 各年度の太字はリーグ最高

### タイトル
- 最多勝利：2回（1963年、1968年）
- 最優秀防御率：1回（1969年）

### 表彰
- MLBオールスターゲームMVP：1回（1965年）
- プレイヤー・オブ・ザ・マンス：1回（1966年5月）
- アメリカ野球殿堂入り（1983年）

### 記録
- MLBオールスターゲーム選出：9回（1962年 - 1969年、1971年）
- ノーヒットノーラン：1回（1963年6月15日、対ヒューストン・コルト45's戦）

### 背番号
- 27（1960年 - 1973年）※サンフランシスコ・ジャイアンツの永久欠番
- 21（1974年）
- 46（1975年）